# Wijnbouw in Denemarken
Wijnbouw in Denemarken vindt voornamelijk plaats in de regio Zuid-Denemarken en Lolland. Vóór 1999 was wijnbouw door het Europees Parlement verboden. Het land is een Europese wijnbouw zone en aangesloten bij de Internationale Organisatie voor Wijnbouw en Wijnbereiding. Hoewel de wijnbouw geweten wordt aan de opwarming van de Aarde is het toch vooral het CCOVI-instituut dat deze tak van landbouw en wijnbereiding hier mogelijk maakt.
Nabij het meertje Skærsø in de buurt van de stad Kolding ligt de Skærsøgaard. Het is een van de weinige grotere commerciële wijngaarden die het land kent. Op ruim 4 hectare - naar het zuiden hellende zandgronden - is het daarmee op dit moment de grootste en sinds 2001 ook de eerste officieel geregistreerde wijngaard. Men maakt er zowel rode-, witte-, mousserende- als dessertwijn. Nationaal en internationaal heeft het al prijzen binnengehaald. Sinds 2007 maakt men er ook eau de vie en versterkte wijn. Er wordt vooral geëxporteerd naar Duitsland.
In 2009 waren er ongeveer 60 wijnproducenten, goed voor 50 hectare met wijnstokken beplant areaal en een productie van zo'n 75.000 flessen per jaar. De Vereniging van Deense Wijnboeren (Deens: Foreningen af Danske Vinavlere) kent honderden leden. Het merendeel zijn hobby-boeren.
Enkele geplante druivensoorten zijn:
- Blauwe druiven: Rondo, Regent, Cabernet Cortis en Leon Millot.
- Witte druiven: Solaris, Orion en Madeleine Angevine.